# Kick-Ass 2 (film)
Kick-Ass 2 – brytyjsko-amerykański film akcji z 2013 roku w reżyserii Jeff Wadlowa. Powstał on na podstawie komiksu Marka Millara i Johna Romita Jr. o tej samej nazwie i stanowi kontynuację części pierwszej wydanej w 2010 r.

## Obsada
- Aaron Johnson jako David Lizewski / Kick-Ass
- Christopher Mintz-Plasse jako Chris D’Amico / The Motherfucker.
- Chloë Moretz jako Mindy Macready / Hit-Girl
- Jim Carrey jako Sal Bertolinni / pułkownik Stars and Stripes
- Clark Duke jako Marty Eisenberg / Battle Guy
- Olga Kurkulina jako Katryna Dubrovsky / Mother Russia
- Lindy Booth jako Miranda Swendlow / Night Bitch
- John Leguizamo jako Javier
- Morris Chestnut jako sierżant Marcus Williams
- Garrett M. Brown as Mr. Lizewski
- Claudia Lee jako Brooke
- Augustus Prew jako Todd Haynes / Ass-Kicker
- Donald Faison jako Doctor Gravity
- Daniel Kaluuya jako Black Death
- Tom Wu jako Genghis Carnage
- Andy Nyman jako The Tumor
- Robert Emms jako Insect Man
- Steven Mackintosh jako ojciec Tommy’ego
- Monica Dolan jako matka Tommy’ego
- Benedict Wong jako pan Kim
- Iain Glen jako wujek Ralph D’Amico
- Todd Boyce jako szef policji
- Yancy Butler jako Angie D’Amico
- Lyndsy Fonseca jako Katie Deauxma
- Wesley Morgan jako Simon
- Tanya Fear jako Harlow
- Ella Purnell jako Dolce
- Sophie Wu jako Erika Cho
- Enzo Cilenti jako Lou
- Rob Archer jako skazaniec
- Amy Anzel jako pani Zane

## Fabuła
Po zniszczeniu przestępczej organizacji Franka D’Amico, Dave Lizewski znany jako Kick-Ass oraz nastoletnia Mindy Macready (Hit-Girl) postanawiają porzucić kostiumy superbohaterów i powrócić do normalnego życia. Swoimi czynami zainspirowali jednak wielu ludzi, którzy także chcieliby pójść w ich ślady. Mimo to Dave wciąż chcąc zostać prawdziwym bohaterem prosi Mindy, by go szkoliła. Z powodu ciągłej nieobecności i dziwnego zachowania jego dziewczyna Katie podejrzewając go o zdradę, zrywa z nim. Dave tymczasem przyłącza się do grupy zamaskowanych bohaterów zwanych „Justice Forever”, której przewodzi pułkownik Stars and Stripes. Wśród nich jest także przyjaciel Dave’a – Marty. Tymczasem Chris D’Amico znany wcześniej jako Red Mist przyjmuje nowy pseudonim i zakłada organizację złożoną z superprzestępców, z pomocą których chce zemścić się na Kick-Assie i rozgromić „Justice Forever”.

## Produkcja
8 maja 2012 r. wytwórnia Universal ogłosiła, że powstanie kontynuacja filmu, którego scenarzystą i reżyserem zostanie Jeff Wadlow. W tym samym miesiącu odtwarzający główne role Aaron Johnson i Chloë Moretz rozpoczęli negocjacje kontraktu. W lipcu Christopher Mintz-Plasse potwierdził, że ponownie wcieli się w postać Chrisa D’Amico, głównego przeciwnika Kick-Assa, który przyjmie pseudonim The Motherfucker.
We wrześniu 2012 r. do obsady dołączył Jim Carrey, który otrzymał rolę nawróconego gangstera przewodzącego grupie „Justice Forever”, choć miesiąc wcześniej ogłosił, że wycofuje się z produkcji ze względu na wysoki poziom przemocy w filmie. Również we wrześniu swój udział w potwierdził Enzo Cilenti.
Główne zdjęcia rozpoczęły się 7 września 2012 r. w Mississauga w Kanadzie. Po miesiącu ekipa filmowa przeniosła się do Londynu. 23 listopada 2012 roku zdjęcia zostały zakończone.